# Eutrema himalaicum
Eutrema himalaicum är en korsblommig växtart som beskrevs av Joseph Dalton Hooker och Thomas Thomson. Eutrema himalaicum ingår i släktet skidörter, och familjen korsblommiga växter. Inga underarter finns listade i Catalogue of Life.